# Xavier Malisse
Xavier Malisse (Cortrique, 19 de julio de 1980) es un extenista profesional belga. Malisse es reconocido en el circuito por su potente drive, la energía desplegada en su juego y por su mal carácter.

## Torneos de Grand Slam

### Campeón Dobles (1)
| Año  | Torneo        | Pareja         | Oponentes en la final            | Resultado |
| 2004 | Roland Garros | Olivier Rochus | Michael Llodra / Fabrice Santoro | 7-5 7-5   |

## Títulos (10; 3+7)

### Individuales (3)
| Leyenda                |
| Grand Slam (0)         |
| Tennis Masters Cup (0) |
| ATP Masters Series (0) |
| ATP Tour (3)           |

| N.º | Fecha                | Torneo       | Superficie | Oponente en la final | Resultado   |
| --- | -------------------- | ------------ | ---------- | -------------------- | ----------- |
| 1.  | 5 de febrero de 2005 | Delray Beach | Dura       | Jiri Novak           | 7-6(6) 6-2  |
| 2.  | 7 de enero de 2007   | Chennai      | Dura       | Stefan Koubek        | 6-1 6-3     |
| 3.  | 4 de febrero de 2007 | Delray Beach | Dura       | James Blake          | 5-7 6-4 6-4 |

### Finalista en individuales (9)
| N.º | Fecha                  | Torneo       | Superficie    | Oponentes           | Resultado          |
| --- | ---------------------- | ------------ | ------------- | ------------------- | ------------------ |
| 1.  | 2 de noviembre de 1998 | Acapulco     | Tierra batida | Jiri Novak          | 3–6, 3–6           |
| 2.  | 10 de mayo de 1999     | Delray Beach | Tierra batida | Lleyton Hewitt      | 4–6, 7–6(7–2), 1–6 |
| 3.  | 12 de marzo de 2001    | Delray Beach | Dura          | Jan-Michael Gambill | 5–7, 4–6           |
| 4.  | 24 de mayo de 2001     | Atlanta      | Tierra batida | Andy Roddick        | 2–6, 4–6           |
| 5.  | 24 de mayo de 2004     | Sankt Pölten | Tierra batida | Filippo Volandri    | 1–6, 4–6           |
| 6.  | 11 de octubre de 2004  | Lyon         | Carpet        | Robin Söderling     | 2–6, 6–3, 4–6      |
| 7.  | 9 de enero de 2006     | Adelaida     | Dura          | Florent Serra       | 3–6, 4–6           |
| 8.  | 6 de febrero de 2006   | Delray Beach | Dura          | Tommy Haas          | 3–6, 6–3, 6–7(5–7) |
| 9.  | 11 de enero de 2011    | Chennai      | Dura          | Stanislas Wawrinka  | 5–7, 6–4, 1–6      |

### Clasificación en torneos del Grand Slam

#### Individual
| Torneo          | 1999 | 2000 | 2001 | 2002 | 2003 | 2004 | 2005 | 2006 | 2007 | 2008 | 2009 | 2010 | 2011 | 2012 | 2013 | G-P   | Títulos |
| --------------- | ---- | ---- | ---- | ---- | ---- | ---- | ---- | ---- | ---- | ---- | ---- | ---- | ---- | ---- | ---- | ----- | ------- |
| Australian Open | -    | -    | -    | 2r   | 3r   | 1r   | 1r   | 2r   | 1r   | 1r   | 2r   | 1r   | 3r   | 1r   | 2r   | 8-12  | 0       |
| Roland Garros   | 1r   | -    | 3r   | 4r   | 3r   | 4r   | 2r   | 1r   | -    | -    | -    | 2r   | 2r   | 1r   | 1r   | 13-11 | 0       |
| Wimbledon       | 1r   | -    | 2r   | SF   | 1r   | 4r   | 2r   | 2r   | 2r   | 2r   | 1r   | 3r   | 4r   | 4r   | 1r   | 20-13 | 0       |
| US Open         | 3r   | 2r   | 4r   | 3r   | 4r   | 1r   | 4r   | 3r   | 2r   | -    | -    | 1r   | 1r   | 1r   | 1r   | 17-13 | 0       |
| Gana. - Perd.   | 2-3  | 1-1  | 6-3  | 11-7 | 7-4  | 6-4  | 5-4  | 4-4  | 1-2  | 1-2  | 1-2  | 3-4  | 6-4  | 3-4  | 1-4  | 58-52 | 0       |

#### Dobles
| Torneo          | 2003 | 2004 | 2005 | 2006 | 2007 | 2008 | 2009 | 2010 | 2011 | 2012 | 2013 | G-P   | Títulos |
| --------------- | ---- | ---- | ---- | ---- | ---- | ---- | ---- | ---- | ---- | ---- | ---- | ----- | ------- |
| Australian Open | 2r   | 2r   | 2r   | 2r   | 1r   | 1r   | -    | -    | 2r   | 1r   | 2r   | 6-9   | 0       |
| Roland Garros   | 2r   | G    | 3r   | CF   | -    | -    | -    | 1r   | 2r   | 3r   | 1r   | 15–7  | 1       |
| Wimbledon       | 2r   | 2r   | 3r   | -    | -    | -    | -    | 1r   | -    | 1r   | 2r   | 5-6   | 0       |
| US Open         | 2r   | 1r   | -    | 1r   | -    | -    | -    | 1r   | 3r   | 1r   | 1r   | 3-7   | 0       |
| Gana. - Perd.   | 4-4  | 8-3  | 5-3  | 4-3  | 0-1  | 0-1  | 0-0  | 0-3  | 4-3  | 2-4  | 2-4  | 29-29 | 1       |

### Dobles (9)
| Leyenda                |
| Grand Slam (1)         |
| Tennis Masters Cup (0) |
| ATP Masters 1000 (1)   |
| ATP Tour (7)           |

| N.º | Fecha                 | Torneo               | Superficie    | Pareja              | Oponentes en la final              | Resultado           |
| --- | --------------------- | -------------------- | ------------- | ------------------- | ---------------------------------- | ------------------- |
| 1.  | 24 de mayo de 2004    | Roland Garros, París | Tierra batida | Olivier Rochus      | Michael Llodra Fabrice Santoro     | 7-5 7-5             |
| 2.  | 3 de enero de 2005    | Adelaida             | Dura          | Olivier Rochus      | Simon Aspelin Todd Perry           | 7-6(5) 6-4          |
| 3.  | 7 de enero de 2007    | Chennai              | Dura          | Dick Norman         | Rafael Nadal Bartolomé Salva-Vidal | 7-6(4) 7-6(4)       |
| 4.  | 4 de febrero de 2007  | Delray Beach         | Dura          | Hugo Armando        | James Auckland Stephen Huss        | 6-3 6-7(4) 10-5     |
| 5.  | 19 de marzo de 2011   | Indian Wells         | Dura          | Alexandr Dolgopolov | Roger Federer Stanislas Wawrinka   | 6-4 6-7(5) 10-7     |
| 6.  | 31 de julio de 2011   | Los Ángeles          | Dura          | Mark Knowles        | Somdev Devvarman Treat Conrad Huey | 7-6(3) 7-6(10)      |
| 7.  | 19 de febrero de 2012 | San José             | Dura (i)      | Mark Knowles        | Kevin Anderson Frank Moser         | 6-4 1-6 10-5        |
| 8.  | 30 de julio de 2012   | Los Ángeles          | Dura          | Ruben Bemelmans     | Jamie Delgado Ken Skupski          | 7–6(5) 4–6 [10–7]   |
| 9.  | 17 de febrero de 2013 | San José             | Dura (i)      | Frank Moser         | Lleyton Hewitt Marinko Matosevic   | 6-0, 6-7(5), [10-4] |

### Finalista en dobles (4)
| N.º | Fecha                 | Torneos  | Superficie    | Pareja          | Oponentes                      | Resultado        |
| --- | --------------------- | -------- | ------------- | --------------- | ------------------------------ | ---------------- |
| 1.  | 15 de enero de 2008   | Auckland | Dura          | Jürgen Melzer   | Luis Horna Juan Mónaco         | 4–6, 6–3, [7–10] |
| 2.  | 13 de febrero de 2011 | San José | Dura (i)      | Alejandro Falla | Scott Lipsky Rajeev Ram        | 4–6, 6–4, [8–10] |
| 3.  | 6 de mayo de 2012     | Múnich   | Tierra batida | Dick Norman     | František Čermák Filip Polášek | 4–6, 5–7         |
| 4.  | 22 de julio de 2012   | Atlanta  | Dura          | Michael Russell | Matthew Ebden Ryan Harrison    | 3-6, 6-3, [6-10] |

### Challengers (4)
| N.º | Fecha                    | Torneo      | Superficie | Oponente en la final | Resultado  |
| --- | ------------------------ | ----------- | ---------- | -------------------- | ---------- |
| 1.  | 25 de septiembre de 2000 | San Antonio | Dura       | Ronald Agenor        | 7-6(4) 6-3 |
| 2.  | 14 de julio de 2008      | Moncton     | Dura       | Danai Udomchoke      | 6-4 6-4    |
| 3.  | 27 de julio de 2009      | Granby      | Dura (i)   | Kevin Anderson       | 6-4 6-4    |
| 4.  | 29 de octubre de 2009    | Orleáns     | Dura (i)   | Stephane Robert      | 6-1 6-2    |